# Tomba di Sagraia
La tomba di Sagraia è una tomba etrusca ubicata a Umbertide.

## Storia
La tomba fu realizzata tra la fine del II e l'inizio del I secolo a.C. ed apparteneva probabilmente a un aristocratico etrusco. Venne ritrovata nell'agosto del 1919 durante i lavori di aratura di un campo da Amerigo Contini, il quale così scrisse:
(Amerigo Contini)
Nel mese di ottobre dello stesso anno, il sovrintendente agli scavi dell'Etruria, Luigi Pernier, visitò il sito e ne promosse gli scavi: la struttura venne liberata dai detriti in circa dieci giorni; l'interno risultò già depredato e i ritrovamenti furono scarsi. Successivamente la tomba venne protetta con una struttura in cemento.

## Descrizione
La tomba si trova lungo la strada che conduce da Pian di Nese al monte Murlo. È preceduta da un dromos di una lunghezza di 3,75 metri per una larghezza di 1,05; internamente è a pianta rettangolare dalle dimensioni di 5,85 metri di lunghezza per una larghezza di 3,22 e un'altezza di 1,80. La camera è realizzata con blocchi di pietra arenaria locale squadrati, disposti a secco: quelli della prima fila sono in bugnato e lisciati lungo i bordi, mentre quelli delle file superiori hanno una superficie ruvida. Disponeva di una copertura a volta, crollata e di cui rimangono poche tracce: proprio a causa del crollo della volta è probabile che la pavimentazione in argilla e terra battuta sia andata perduta a causa delle infiltrazioni di acqua, facendo riaffiorare la roccia.
Tra i pochi reperti rinvenuti, pezzi di oggetti in terracotta e un'urna cineraria in travertino priva di coperchio con incise sulla parete frontale alcune lettere dell'alfabeto latino da cui non è possibile risalire al nome del defunto.